# イヴェット・ギルベール

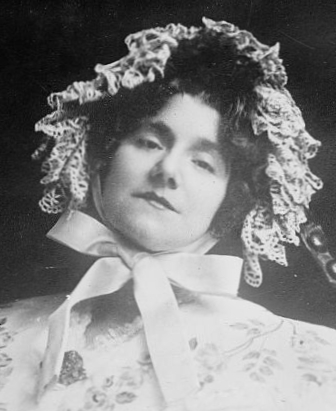
イヴェット・ギルベール、1913年

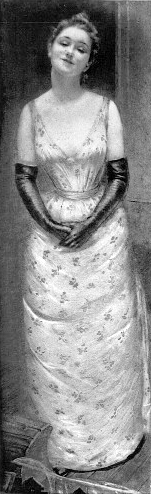
アンドレ・シネ(André Sinet)作のギルベールの肖像画（白黒写真）

イヴェット・ギルベール（Yvette Guilbert、1865年1月20日 - 1944年2月3日）は、ベル・エポック期のフランスで、カフェ・コンセール(Café-concert)などで活躍したキャバレー歌手、女優。パリに生まれ、エクス＝アン＝プロヴァンスで没した。

## 生涯
エマ・ロール・エステル・ギルベール(Emma Laure Esther Guilbert)として、貧しい家庭に生まれ、子どもの時から歌っていたが、16歳のときにパリの百貨店マガザン・デュ・プランタンのモデルとして働き、ジャーナリストに注目された。働きながら発声や演技を学び、1886年には、小さな劇場の舞台に立つようになっていた。1888年には、ヴァリエテ劇場(Théâtre des Variétés)でデビューを果たした。やがてギルベールは、人気の高かったエルドラドというクラブで歌うようになり、次いでジャルダン・ドゥ・パリ(Jardin de Paris)を経て、1890年には、モンマルトルのムーラン・ルージュにヘッドライナーとして出演するまでになった。イギリスの画家ウィリアム・ローゼンスタイン(William Rothenstein)は、回顧録の第1巻でギルベールのムーラン・ルージュ初出演について次のように書き留めている。
「ある晩、ロートレックがラヴィニャン通りまでやってきて、レオン・サンロフ(Léon Xanrof)の友人でもある新しい歌手が、初めてムーラン・ルージュに出ると知らせてくれた...僕たちが行ってみると、しとやかな容貌で、痩せて色白の、頬紅も付けていない若い少女が登場した。彼女の歌は、まったく対照的におしとやかなどというものではなかった。しかし、ムーランの常連はそう簡単には驚いたりしない。常連客たちは困惑しながらも、このまったく新しい、無垢さと、サンロフらしい恐ろしく意味深長な歌詞との結合を、見つめていた。見つめ、しばらくはそのままで、やがて歓喜の拍手が沸き起こった。」—ウィリアム・ローゼンステイン、W. Rothenstein, Men and Memories, Vol 1, pp 65–66
同じ1890年に、ギルベールは、知識人や芸術家、ボヘミアンたちが集まる店として知られていたル・ディヴァン・ジャポネにも出演するようになった。
舞台上のギルベールは、ふだんは黒の長手袋に明るい黄色の服を着て、ほとんど立ったまま動かず、歌に合わせて長い腕を動かしてジェスチャーをしながら、歌っていた。表現の革新者であったギルベールは、モノローグのような、やがて「パター・ソング (patter songs)」と称されるようになる部類の歌を好み、ポスターなどで「語り手」と紹介されることもよくあった。取り上げる曲の歌詞（その一部は自作したもの）は性的なもので、歌の主題は悲劇や失恋、彼女の出自でもあったパリの貧困などであった。1890年代には、やはり当時スターだったカム＝イル(Kam-Hill)と一緒に定期的に舞台に上がり、タリド(Tarride)の曲を歌った。
新しいキャバレーのパフォーマンスを契機として、ギルベールは独特の性的にあからさまな歌詞で、それまでのミュージックホールの決まり事を打ち破り、聴衆を魅了した。20世紀初頭において、ギルベールは、その歌と、フランス庶民の姿の表現によって、フランス、イギリス、アメリカ合衆国で広く知られる存在となっていた。
ギルベールは、画家アンリ・ド・トゥールーズ＝ロートレックのお気に入りの画題であり、数多くの肖像画やカリカチュアが描かれ、ロートレックの第2スケッチ集はギルベールに捧げられた。精神分析学の創始者ジークムント・フロイトは、ウィーンにおける公演を含めギルベールの舞台を何度も見ており、ギルベールをお気に入りの歌手だと公言していた。劇作家ジョージ・バーナード・ショーは、ギルベールの斬新さに焦点を当てた公演評を書いた。
ギルベールは、1895年から1896年にかけて、イングランド、ドイツ、アメリカ合衆国を回る巡業を行ない成功を収めた。その後も欧米各地での巡業を行ない、1906年には、ニューヨーク市ではカーネギー・ホールで公演している。1915年から1922年にかけての時期には、米国に滞在していた。50代、60代になってもギルベールの名声は高く、数本のサイレント映画作品にも出演した。その中にはF・W・ムルナウ監督の『ファウスト (Faust)』における準主役級の役も含まれていた。その後はトーキーにも出演し、友人でもあったサシャ・ギトリ(Sacha Guitry)との共演作もあった。ギルベールが Le Voix de Son Maitre（フランスにおけるグラモフォンのレーベル）に吹き込んだ録音には、有名な「辻馬車 (Le Fiacre)」や、自ら作曲した「マダム・アルチュール (Madame Arthur)」などが含まれていた。ギルベールは、一部の曲では、ピアノの弾き語りを披露している。
ギルベールは、後の英国王エドワード7世が王太子だったときに、コート・ダジュール（フレンチ・リヴィエラ）で開かれた私的なパーティーに呼ばれて演奏したことがある。当時、こうしたパーティーの接待役の女性たちは、競ってギルベールをパーティーに呼ぶようになっていた。
後に、ギルベールはベル・エポック期について本を書くことに注力し、1902年には小説2作品が出版された。1920年代には『L'art de chanter une chanson』（「シャンソンを歌う技術」の意）という指導書が出版された。ギルベールは、幼い少女たちのための学校をニューヨークとパリに開設した。
ギルベールは、母国フランスの中世民謡に関する権威としても尊敬を集めるようになり、1932年7月9日には「フランス楽曲の大使」としてレジオンドヌール勲章を授与された。
イヴェット・ギルベールは、1944年に79歳で没し、パリのペール・ラシェーズ墓地に葬られた。
ギルベールの死から20年後、ベティナ・ナップ(Bettina Knapp)とマイラ・チップマン(Myra Chipman)による伝記『That Was Yvette: The Biography of a Great Diseuse』(New York: Holt, Rinehart & Winston, 1964)が出版された。

## ギャラリー

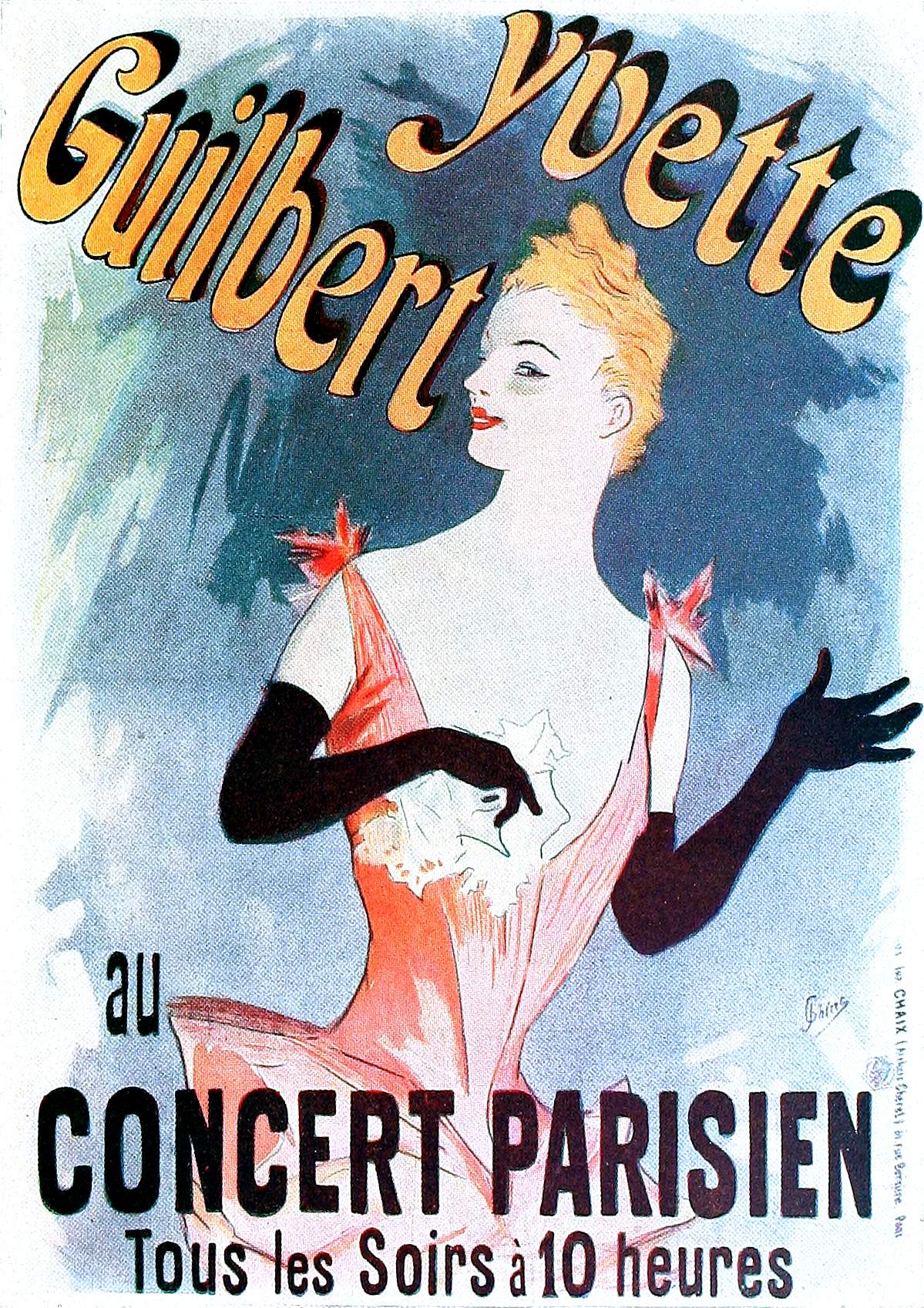
ジュール・シェレ作「イヴェット・ギルベール」、1891年： コンセール・パリジャン(Concert Parisien)を宣伝するのアール・ヌーヴォー風ポスター
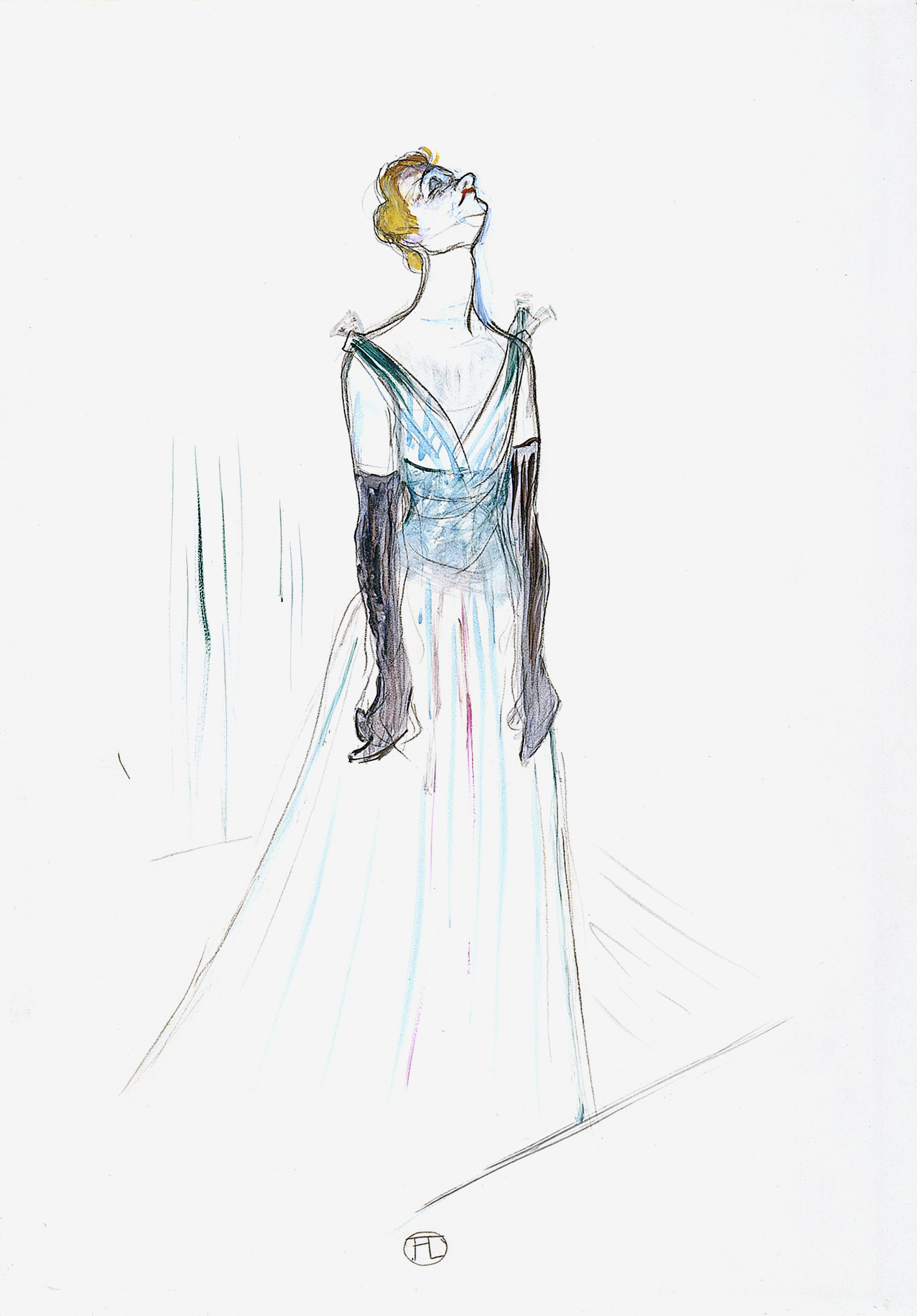
ロートレック作「イヴェット・ギルベール」、1893年
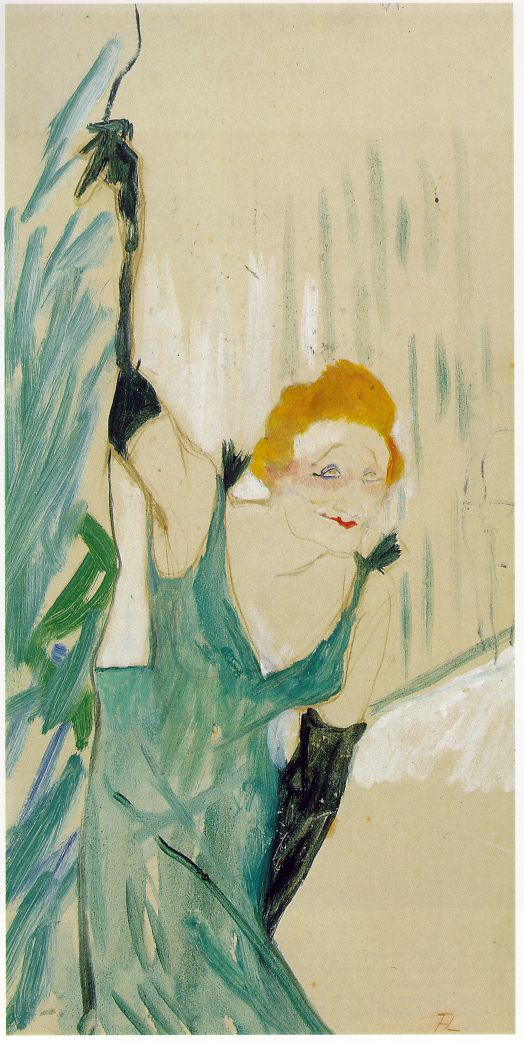
ロートレック作、1894年
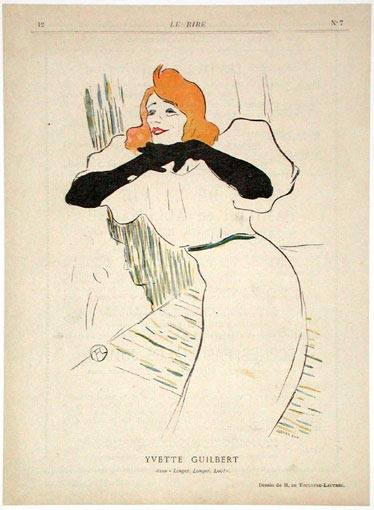
ロートレック作、1894年
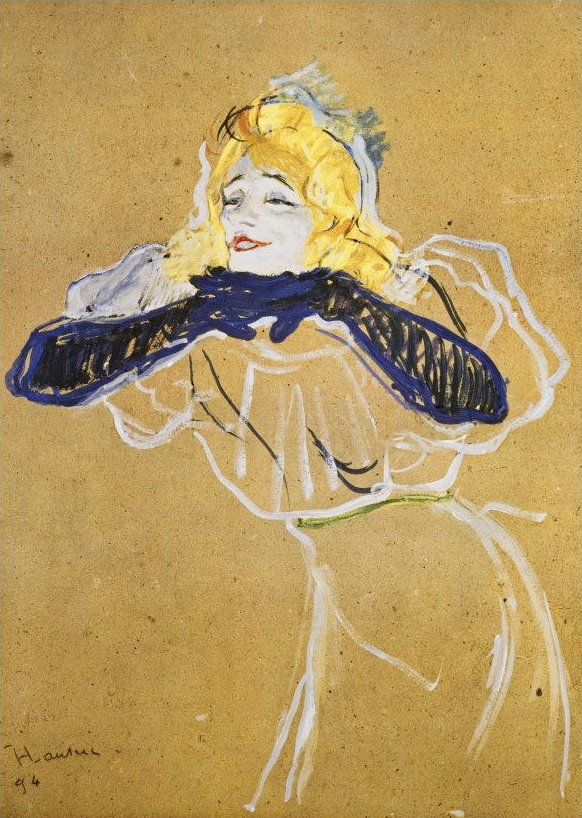
ロートレック作、1894年
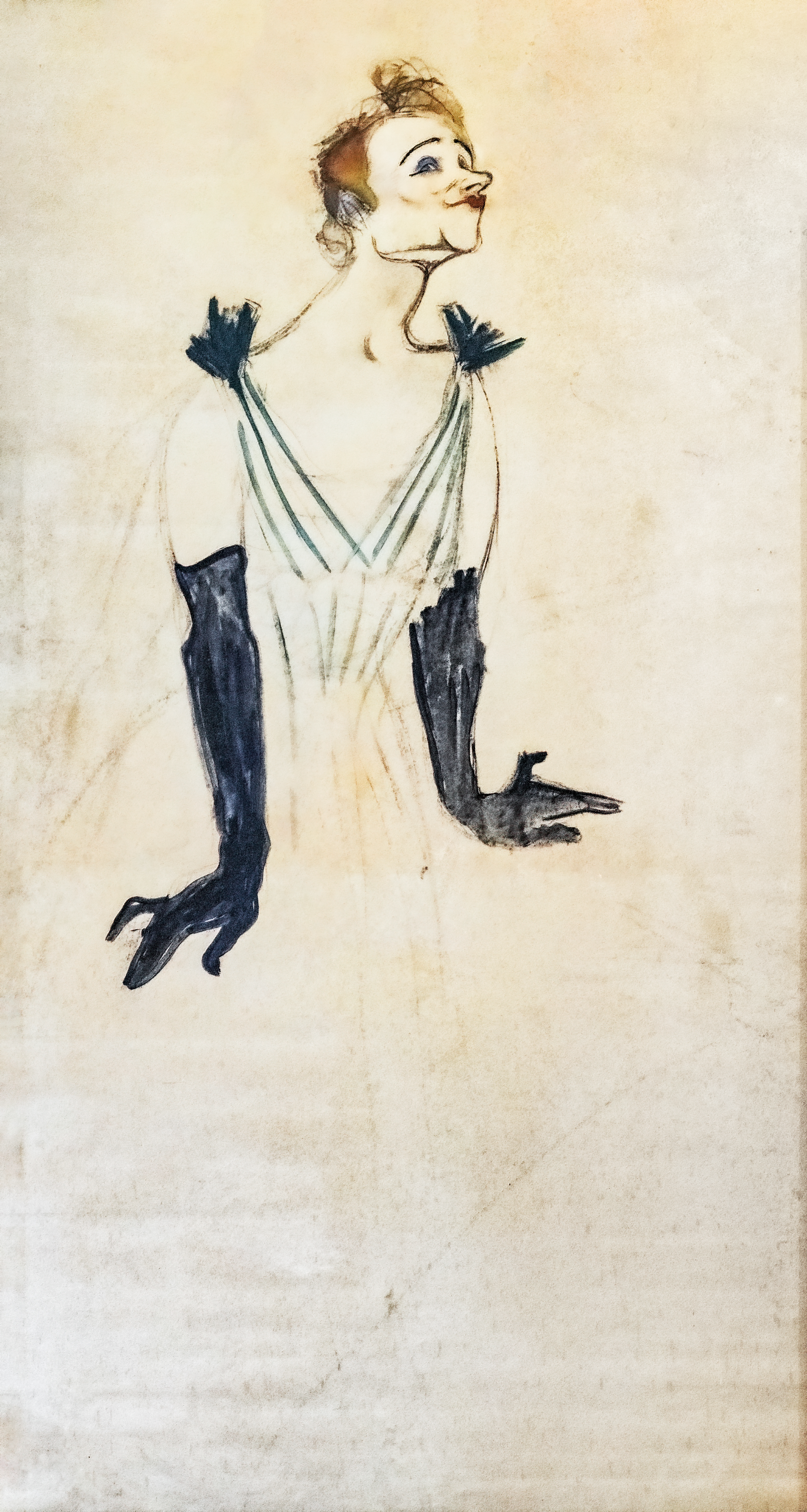
ロートレック作、1894年
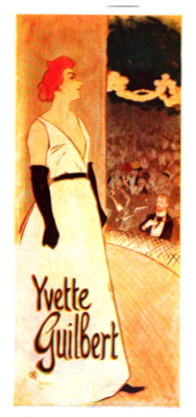
テオフィル・アレクサンドル・スタンラン作「イヴェット・ギルベール」、1894年
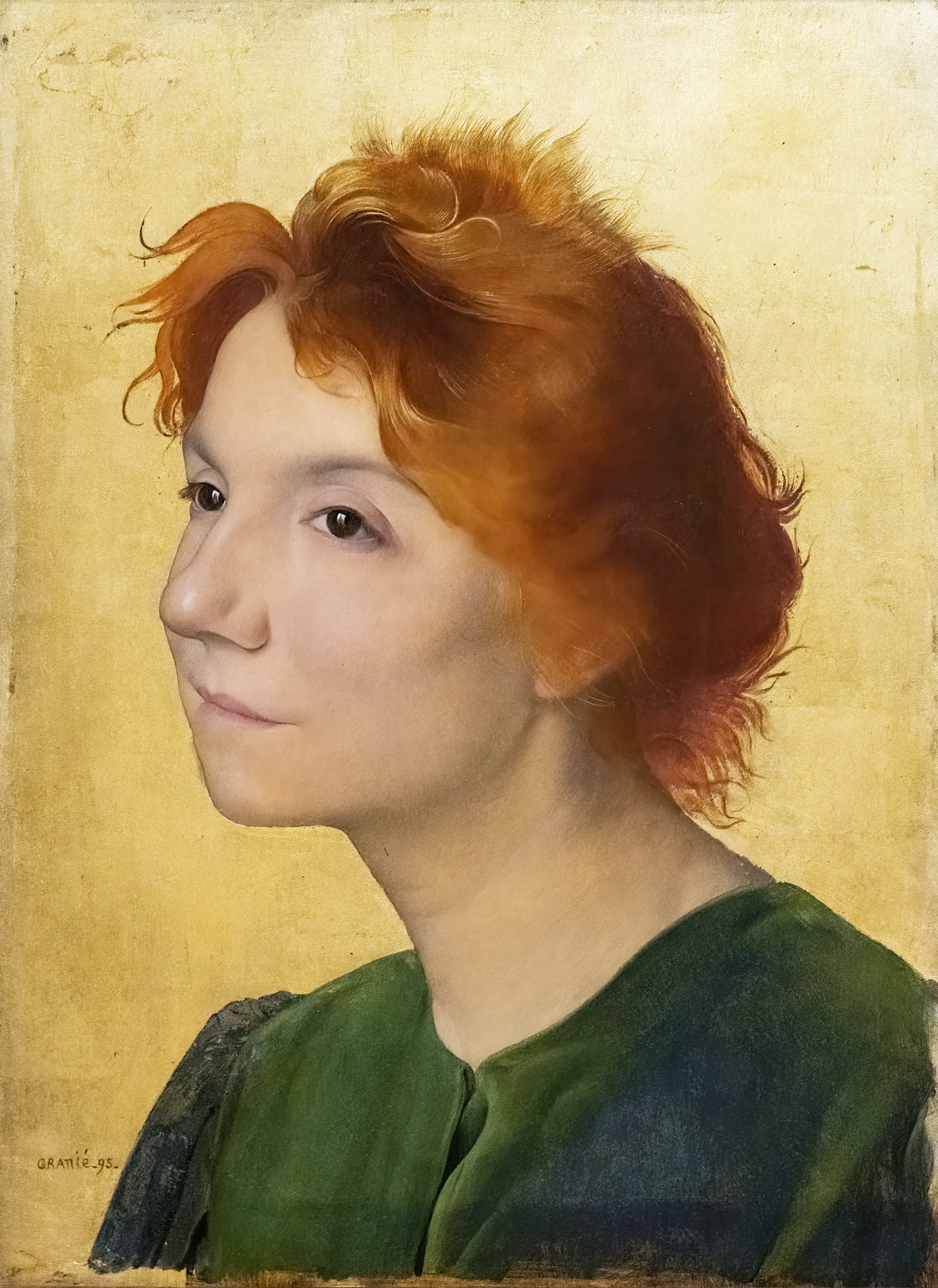
イヴェット・ギルベール-ジョセフ・グラニエ1895
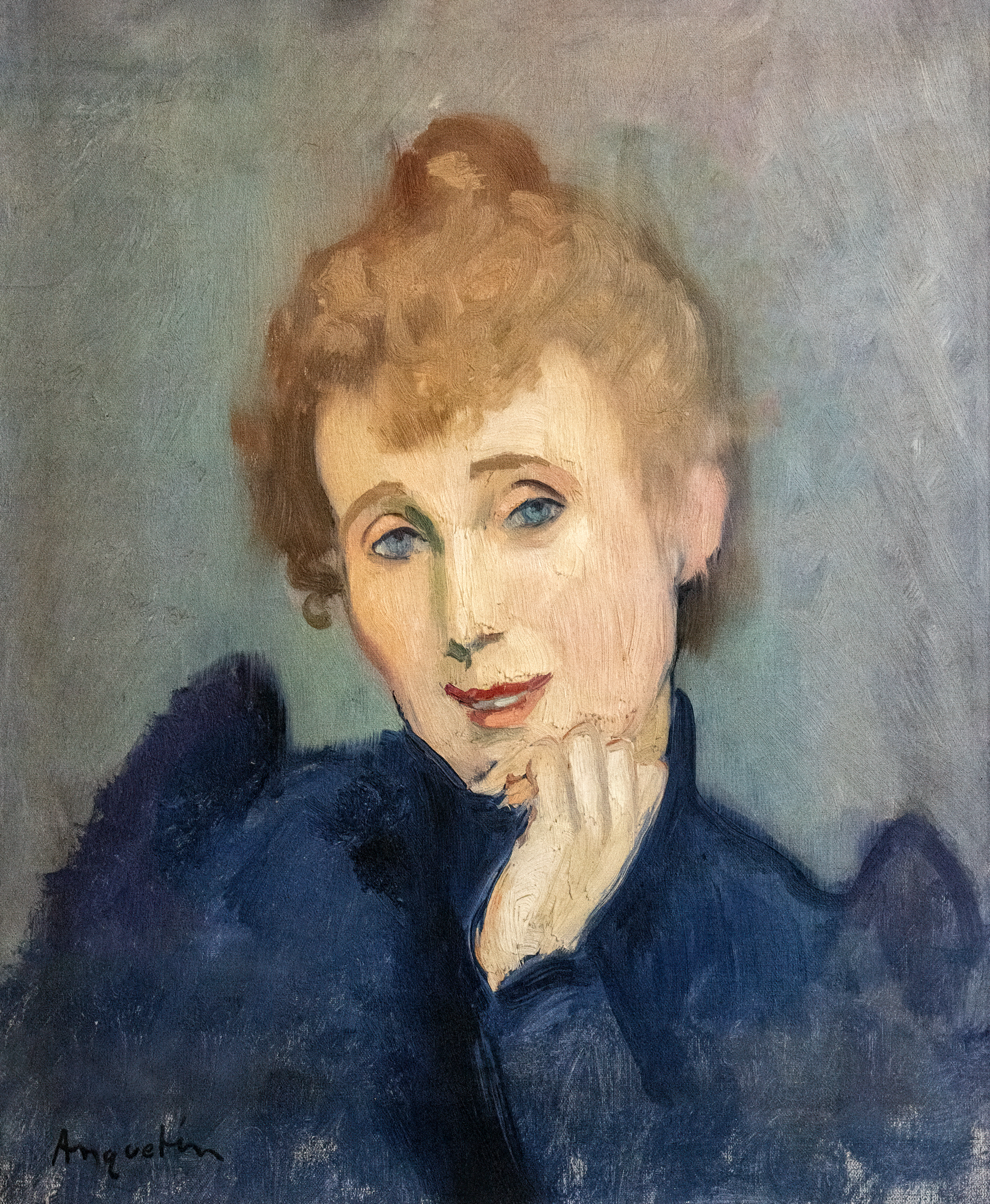
イヴェット・ギルベール ルイ・アンクタン 1893年。

## フィルモグラフィ
- 1904年 : Berceuse verte - 歌唱の映像
- 1904年 : Le Fiacre - 歌唱の映像
- 1904年 : Les Vierges - 歌唱の映像
- 1919年 : An honorable cad George Terwilliger監督 - 短編
- 1924年 : Les Deux Gosses Louis Mercanton監督 - 8話連続形式
- 1926年 : 『ファウスト』Faust – eine deutsche Volkssage F・W・ムルナウ監督 - Marthe Schwerdtlein 役
- 1926年 : Die lachende grille Frédéric Zelnik監督 - Fadette 役
- 1928年 : 『金』L'Argent マルセル・レルビエ監督 - La Méchain 役
- 1929年 : L'argent vous fait tout faire 監督クレジットなし - 歌唱の映像
- 1929年 : Autour de l'argent de Jean Dréville - 中編ドキュメンタリー
- 1929年 : Bluff Georges Lacombe監督 - 短編
- 1929年 : C'est le mai Jacques-Bernard Brunius監督 - 歌唱の映像
- 1929年 : Le Manque de mémoire de Henri Chomette - 短編
- 1931年 : Le Cycle du vin 監督クレジットなし - 短編
- 1931年 : En zinc sec Louis Mercanton - 短編
- 1931年 : La Mère Bontemps 監督クレジットなし - 短編
- 1931年 : Voici le printemps Louis Mercanton 監督 - 歌唱の映像
- 1932年 : La Dame d'en face クロード・オータン＝ララ監督 - 短編
- 1932年 : Laissez faire le temps - 監督クレジットなし - 短編
- 1932年 : 『アイスランドのベルギー人漁師たち』Pêcheurs Belges en Islande フェルナン・リゴ監督 - ドキュメンタリー：本人役
- 1933年 : Les Deux Orphelines de Maurice Tourneur - La Frochard 役
- 1933年 : Pêcheur d'Islande Pierre Guerlais 監督 - 祖母Mohan 役
- 1936年 : Faisons un rêve サシャ・ギトリ監督 - 冒頭プロローグの招待者